# De Fontein (Oudemirdum)
De Fontein is een kerkgebouw in Oudemirdum in de Nederlandse provincie Friesland. Het kerkgebouw is een rijksmonument.

## Geschiedenis
De hervormde kerk uit 1790 is gebouwd op de fundamenten van een tufstenen uit de 13e eeuw. In 1926 werd aan de noordzijde een tweede beuk aangebouwd. In de geveltoren met ingesnoerde spits hangt een door Steven Butendiic gegoten klok uit 1458. De preekstoel dateert uit de 17e eeuw. Het doopvont uit 1751 is geschonken door grietman Ulbo Aylva Rengers. Ype Staak vervaardigde in 1790 vier gebrandschilderde ramen. In 1879 werden drie ramen door slecht weer vernield. Op het nog aanwezige raam staat het wapen van Friesland afgebeeld. Het orgel uit 1900 is gemaakt door Bakker & Timmenga.

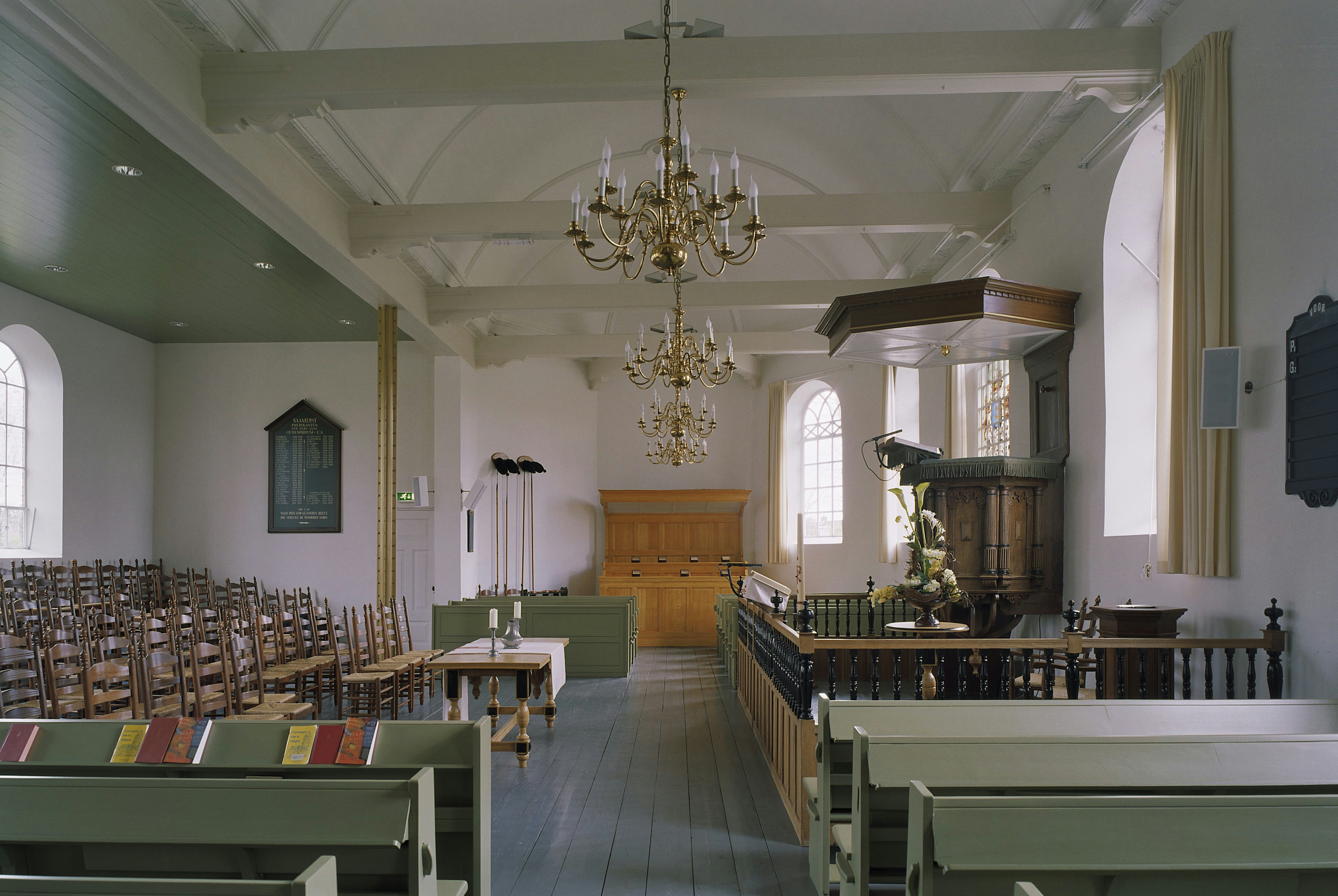
Interieur naar het oosten
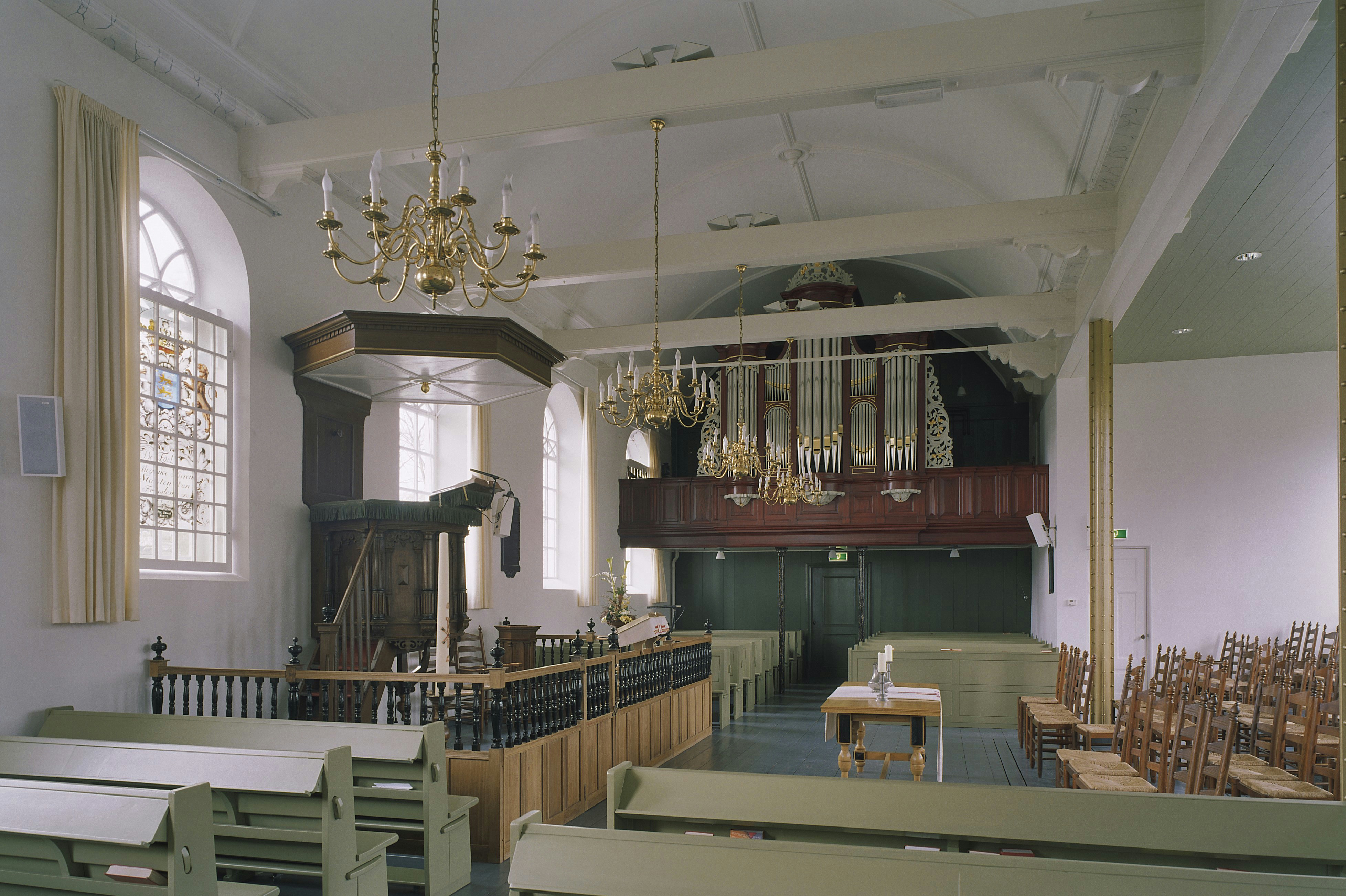
Interieur met orgel

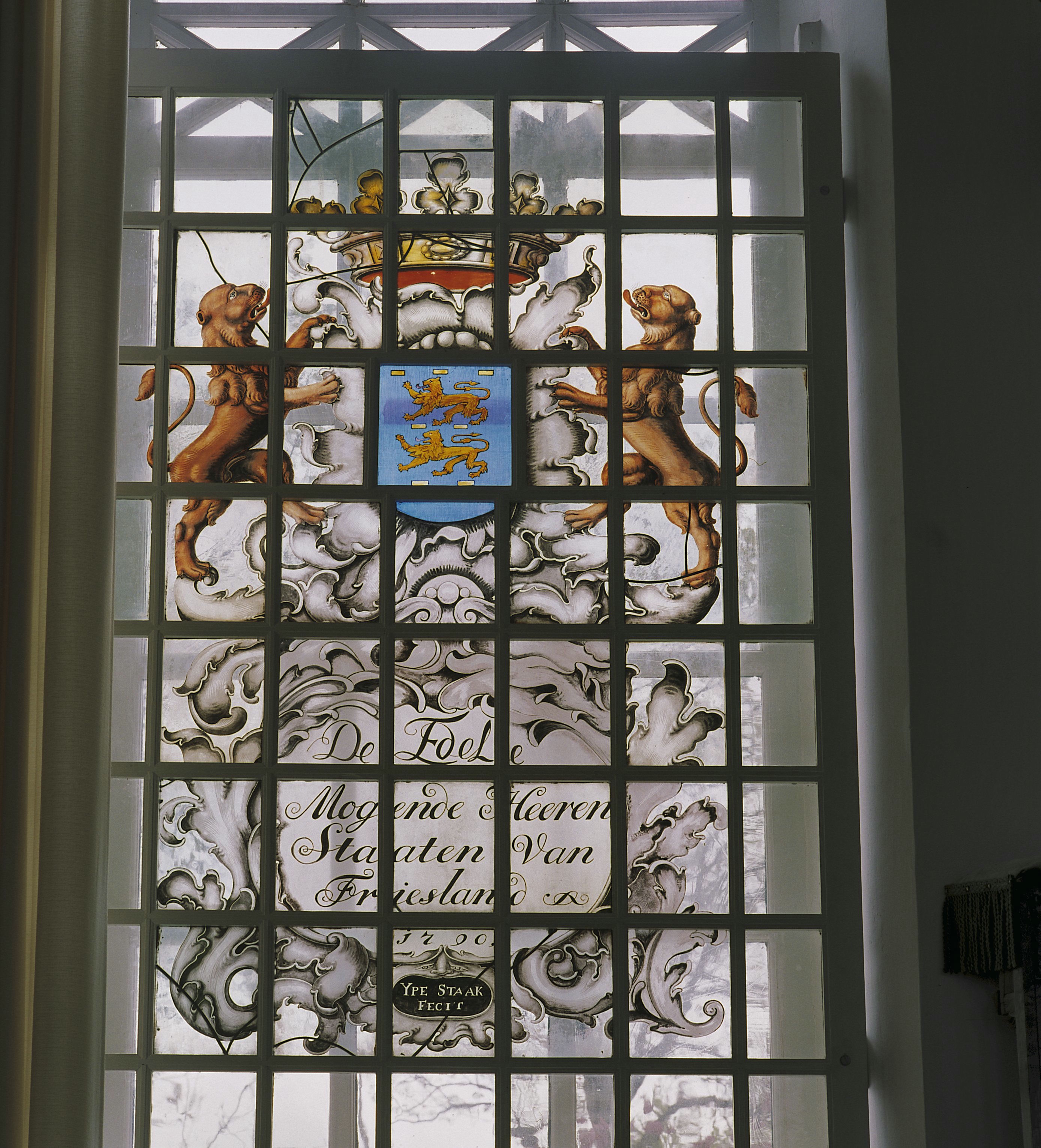
Raam uit 1790 van Ype Staak
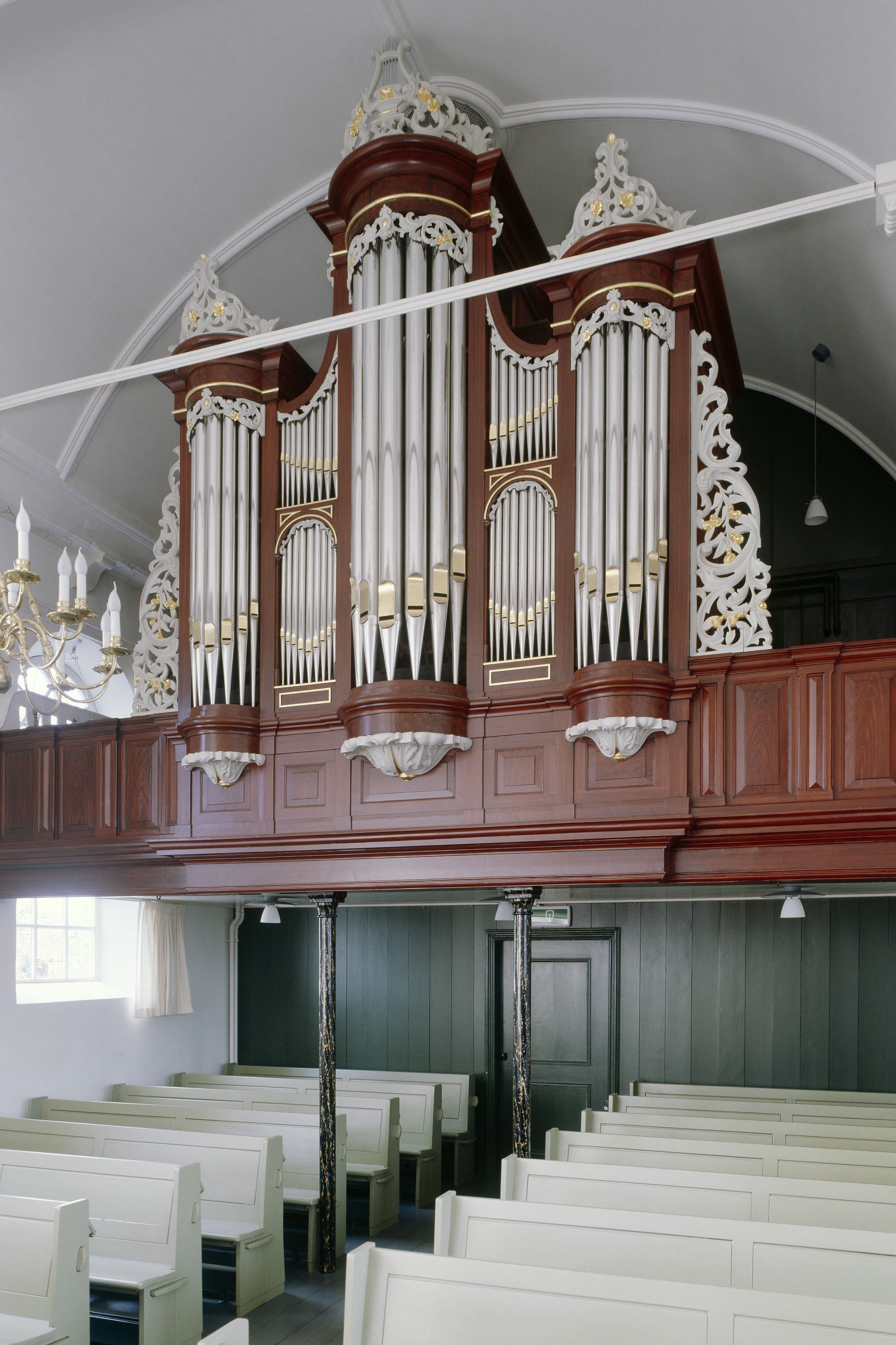
Orgel
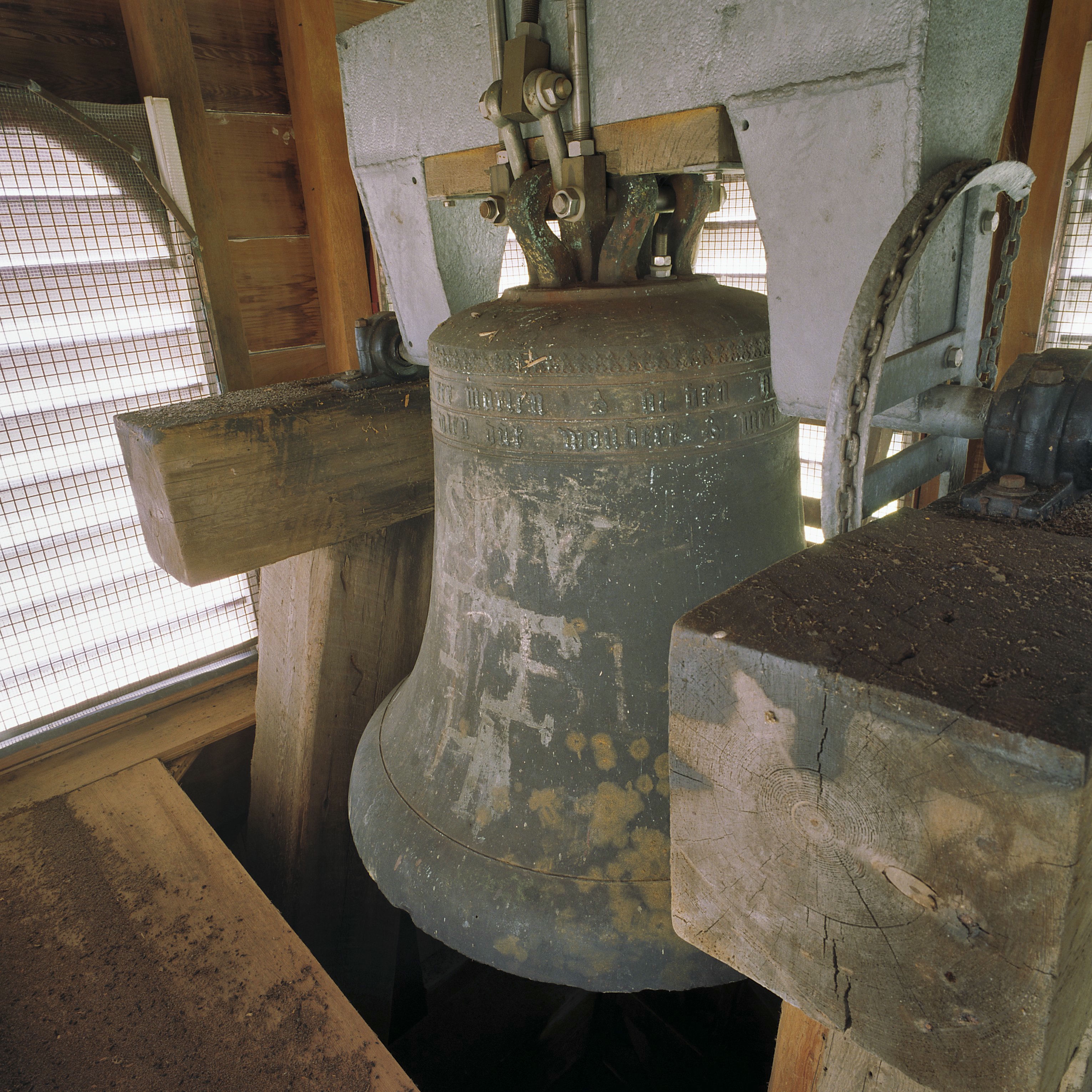
Klok